# Luca della Robbia
Luca della Robbia  (* um 1400 in Florenz; † 1481 ebenda) war ein in Florenz tätiger Künstler des 15. Jahrhunderts, der vor allem für seine Arbeiten aus glasierter Terrakotta geschätzt wurde. Das Glasurverfahren hatte Luca della Robbia erstmalig für Bildwerke aus Terrakotta eingesetzt. Deren Herstellung führten sein Neffe Andrea della Robbia und dessen Söhne fort. Berühmt ist außerdem seine marmorne Orgeltribüne, die er in den 1430er Jahren für den Florentiner Dom S. Maria del Fiore schuf.

## Leben
Luca wurde in eine Florentiner Familie geboren, die das Färberhandwerk ausübte (Robbia, lateinisch Rubia tinctorum, ist der italienische Name für den Färberkrapp) und einen gewissen Wohnstand erreicht hatte. Zu seiner Ausbildung gibt es keine Informationen; bekannt ist lediglich, dass er 1427 unter den Mitarbeitern Lorenzo Ghibertis in dessen Werkstatt für die zweite Bronzetür des Baptisteriums erwähnt wird und dass er sich am 10. September 1432 als Bildhauer in der Zunft der Steinmetze und Zimmerleute (Arte dei maestri di pietra e legname) immatrikulierte.

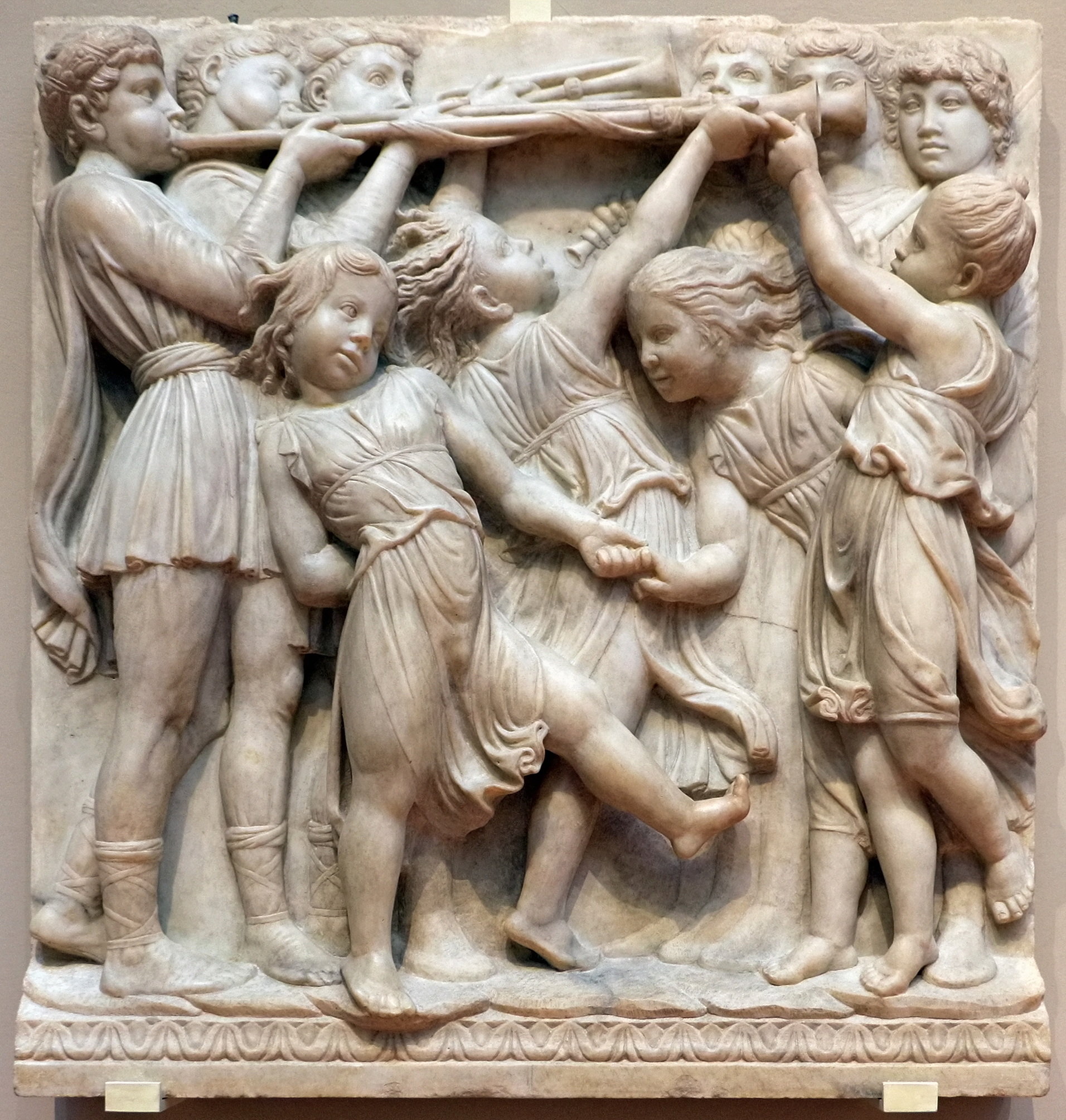
Luca della Robbia, Relief mit singenden und musizierenden Engeln, Marmor, Orgeltribüne, Santa Maria del Fiore, heute im Museo dell’Opera del Duomo

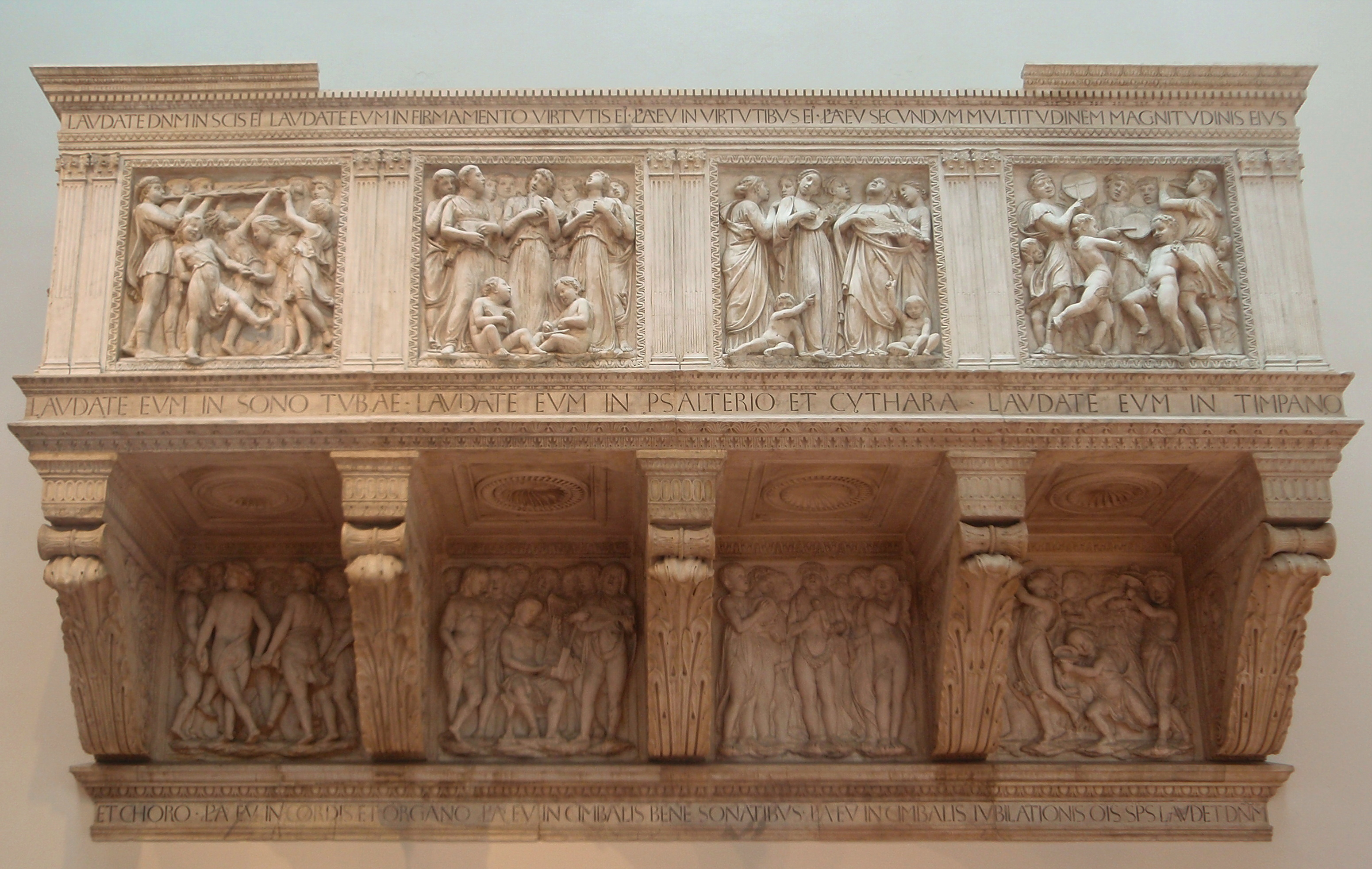
Luca della Robbia, Orgeltribüne, 1431–1438, Santa Maria del Fiore, heute im Museo dell’Opera del Duomo

Zwischen 1432 und 1435 arbeitete er an einer der beiden Orgeltribünen (der so genannten cantoria) für den Dom von Florenz; mit der anderen war Donatello beauftragt. Während in Lucas Kanzel die einzelnen Relieftafeln mit tanzenden und singenden Knaben in einen streng gegliederten architektonischen Rahmen eingepasst sind, stellte Donatello ein einziges zusammenhängendes Relief mit dem Reigen tanzender Knaben hinter fünf Säulenpaare, die das abschließende Gebälk tragen.
Zwischen 1437 und 1438 schuf Luca als eines seiner letzten bildhauerischen Werke fünf Reliefs für den Campanile des Florentiner Doms. Ab ca. 1440 experimentierte er erfolgreich mit glasierter Terrakotta als Material für Bildwerke; seine Werkstatt befand sich in der Via Sant'Egidio, unweit des Ospedale di Santa Maria Nuova. Für die zum Ospedale gehörenden Kirche Sant’Egidio schuf Luca ca. 1443 ein Sakramentstabernakel, bei dem er erstmalig Reliefs aus glasierte Terrakotta einsetzte. Charakteristisch für seine Arbeiten sind vor allem die leuchtend blauen Glasuren für den Untergrund und die weißen Glasuren für die Figuren. Farbige Glasuren wurden insbesondere für Girlanden aus Blättern, Pinienzweigen und verschiedenen Früchten eingesetzt.
Am 31. August 1446 kauften die Brüder Luca und Marco ein Haus mit Hof, Loggia und Garten in der Via Guelfa im Norden der Innenstadt; das Gebäude lässt sich identifizieren. Dort richteten sie eine neue Werkstatt ein, die auch von den folgenden Generationen genutzt wurde. Nach dem Tod Simones im Jahre 1448 adoptierte Luca dessen sechs Söhne, unter ihnen Andrea della Robbia, das erfolgreichste Mitglied der Familie. Ab 1450 arbeitete Andrea eng mit seinem Onkel zusammen; Andreas Erfolg überflügelte jedoch bald den seines Onkels 1470 forderte Luca – wie Steuerakten belegen – von Andrea eine hohe Geldsumme zurück, was auf ein möglicherweise angespanntes Verhältnis der beiden hindeutet.
Luca della Robbia starb am 20. Februar 1481. Er wurde in der Kirche San Pier Maggiore begraben.

## Die Della-Robbia-Werkstatt
Die Werkstatt wurde von seinem Neffen Andrea übernommen, dessen fünf Kinder alle im Betrieb arbeiteten. Erst nach dem Tod von Giovanni della Robbia, dem dritten Sohn Andreas, kam die Produktion zum Erliegen.
Der Familienbetrieb der della Robbia exportierte seine Produkte in andere italienische und europäische Städte. Hergestellt wurden Altäre, Baudekor, Tondi, Lünetten, Altarbilder und Wappenschilde sowie Andachtsbilder mit der Madonna für den privaten Gebrauch.

## Werke
- Cantoria (Orgeltribüne), 1431–1438, Marmor, Santa Maria del Fiore, Florenz, heute im Museo dell’Opera del Duomo, Florenz
- Reliefs der Artes liberales, 1437–1439, Marmor, Campanile von Santa Maria del Fiore, Florenz, heute im Museo dell’Opera del Duomo, Florenz
- Sakramentstabernakel, um 1443, Marmor, Bronze, glasierte Terrakotta, Chorkapelle (Cappella di San Luca), Sant’Egidio, Florenz, heute in Santa Maria a Peretola bei Florenz
- Lünetten über den Sakristeitüren mit Auferstehung und Himmelfahrt Christi, 1443 bzw. 1446, glasierte Terrakotta, Santa Maria del Fiore, Florenz
- Grabmal des Bischofs Benozzo Federighi, 1454–1457, Marmor und glasierte Terrakotta, San Pancrazio, Florenz, seit 1894 in Santa Trinita, Florenz
- Portal der Kanoniker-Sakristei, 1445–1469 (Auftrag gemeinsam mit Michelozzo und Maso di Bartolomeo), Bronze, Sagrestia dei Canonici, Santa Maria del Fiore, Florenz
- Tondi mit Heiligendarstellungen und Wappenschilde, zwischen 1450 und 1470 (gemeinsam mit Andrea della Robbia), glasierte Terrakotta, Cappella Pazzi, Santa Croce, Florenz
- Tondi mit Tugenden, Verkleidung des Kuppelinneren, 1461–1466 (gemeinsam mit Andrea della Robbia), glasierte Terrakotta, Grabkapelle des Kardinals von Portugal, San Miniato al Monte, Florenz

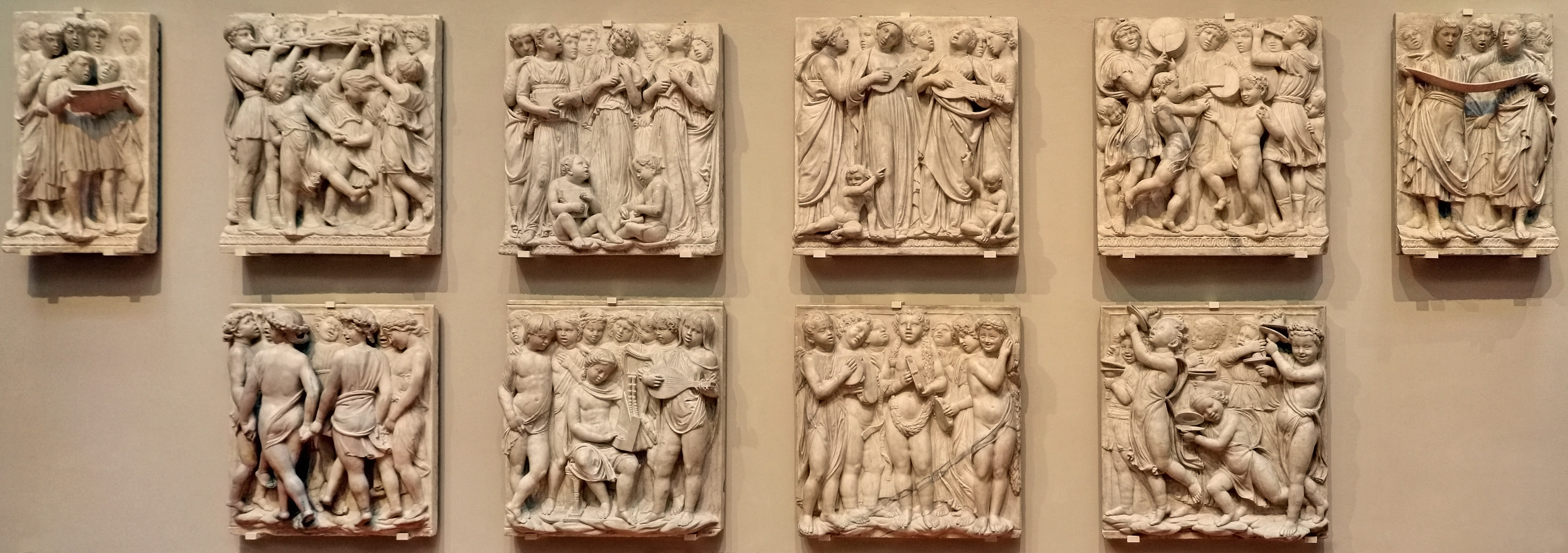
Reliefs von der Cantoria im Dom, 1431–1438, Marmor, Museo dell'Opera del Duomo, Florenz
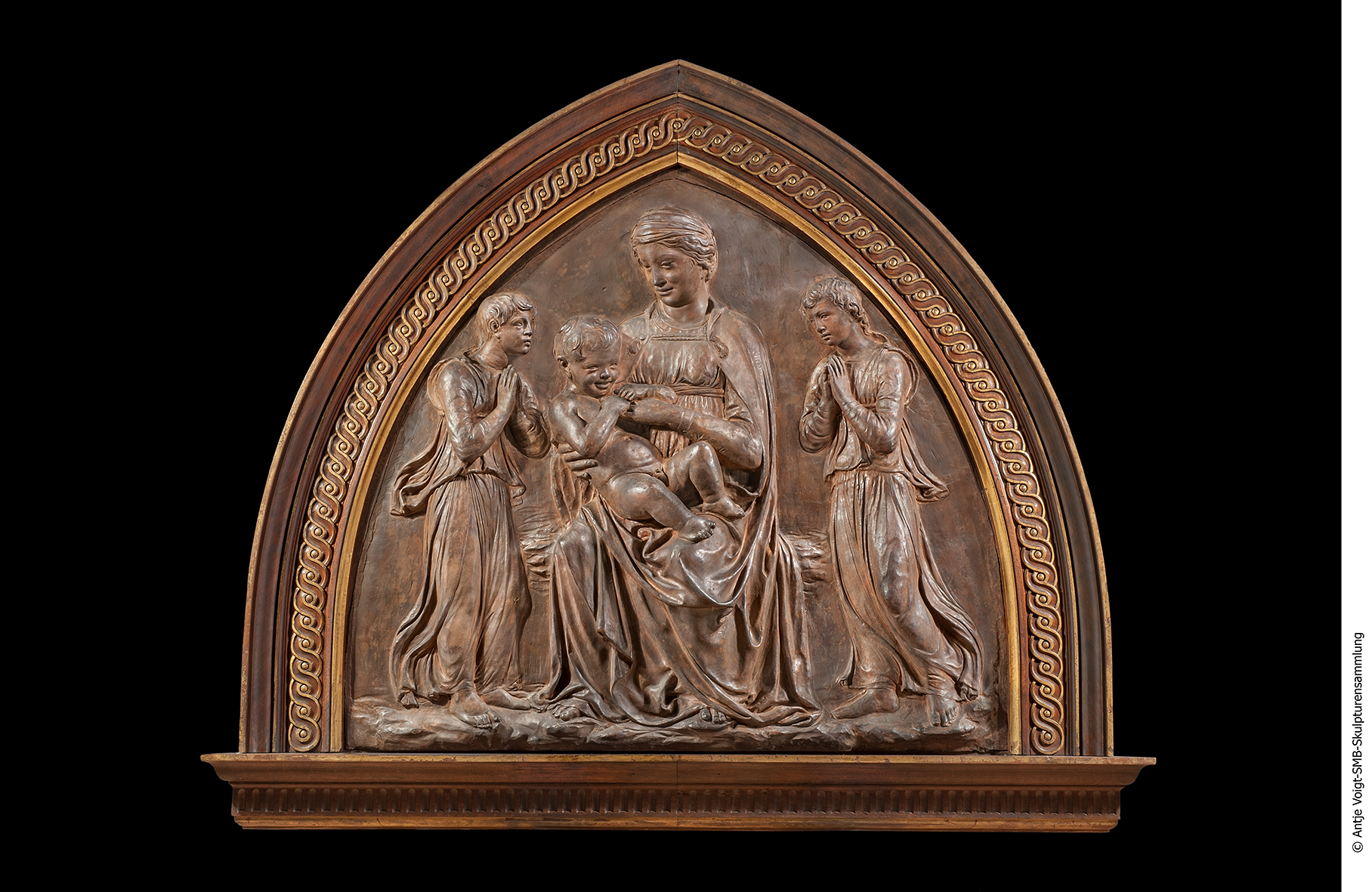
Luca della Robbia (zugeschrieben), Maria mit Kind zwischen zwei Engeln, 1430-1440, Terrakotta (Fassung verloren), 109,5×130,5×17 cm, Berlin, Bode-Museum (Inv. 139), Berlin
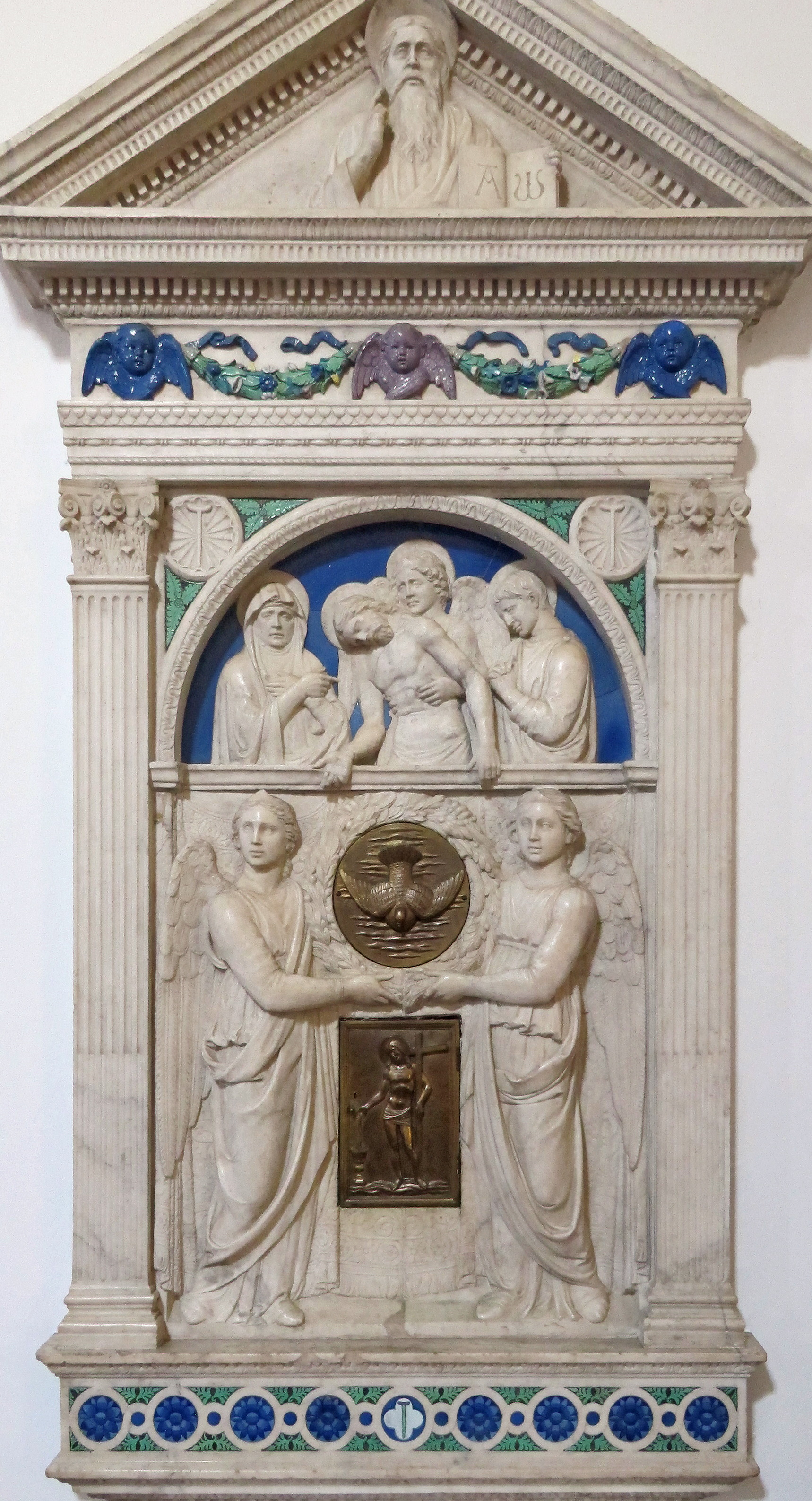
Sakramentstabernakel aus Sant’Egidio, Florenz, um 1443, Marmor und glasierte Terrakotta, Santa Maria a Peretola
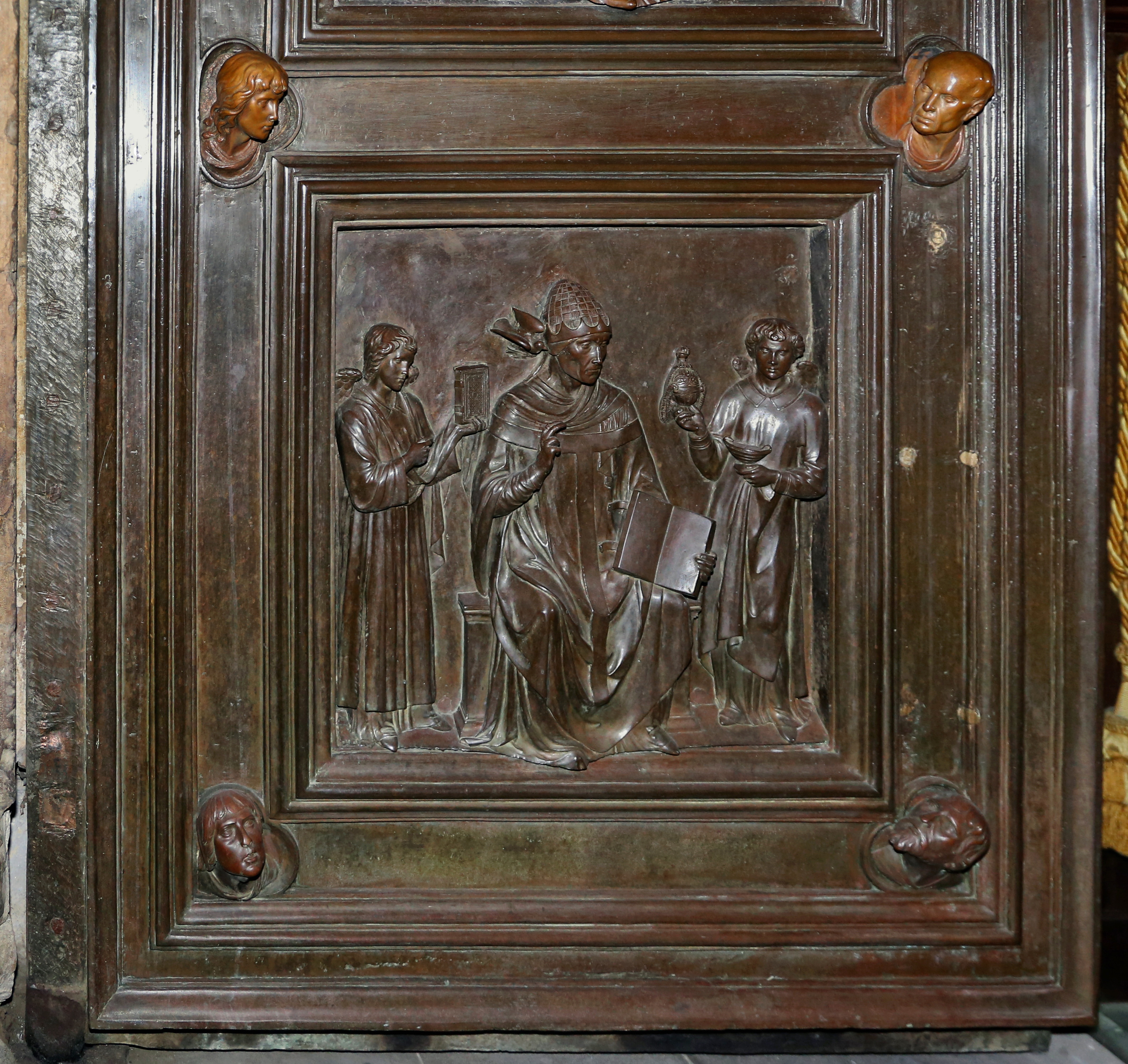
Relief vom Portal der Kanoniker-Sakristei im Dom, 1445-1469, Bronze, Santa Maria del Fiore, Florenz
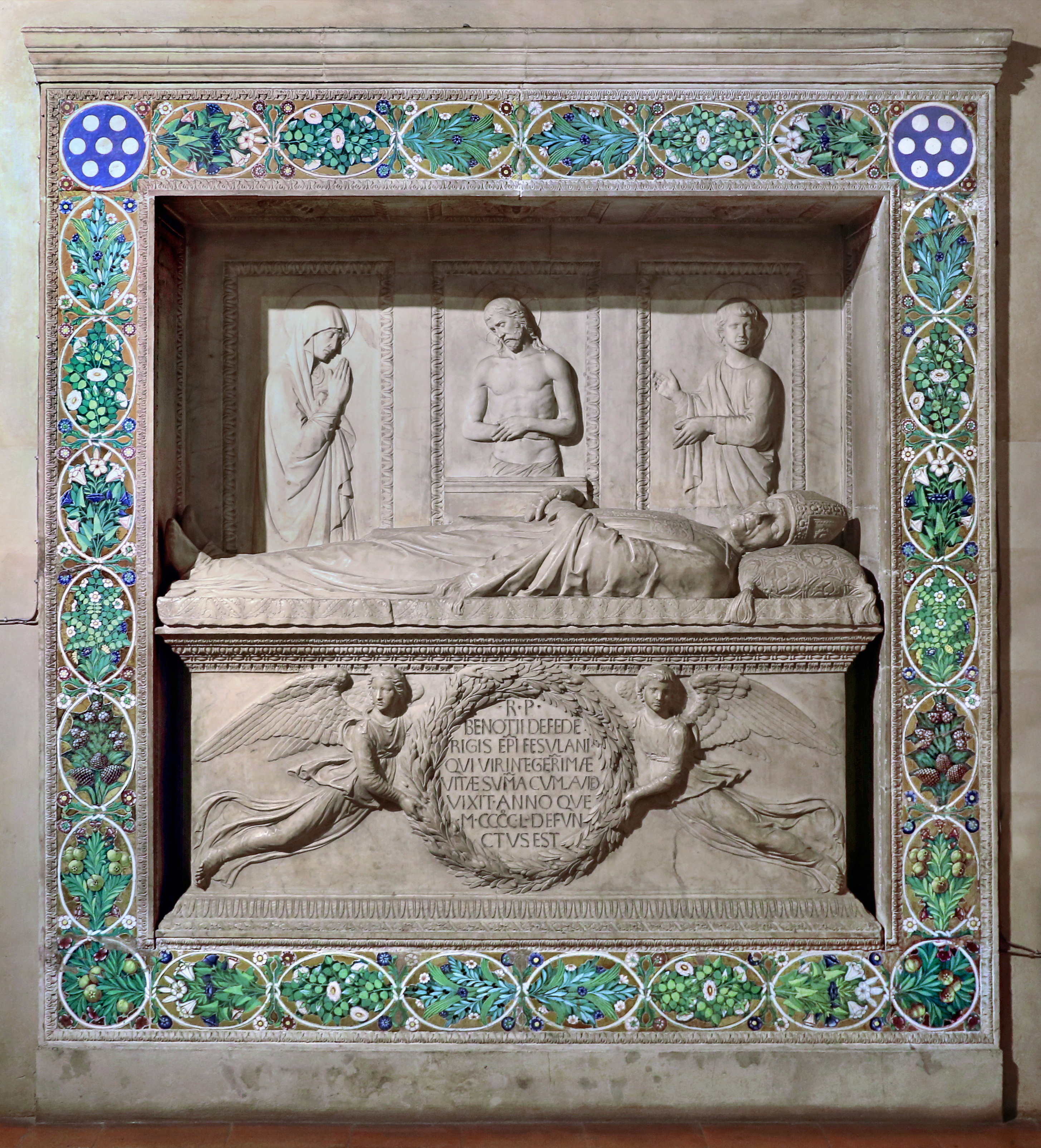
Grabmal des Bischofs Benozzo Federighi für San Pancrazio, 1454-1457, Marmor und glasierte Terrakotta, Santa Trinita, Florenz
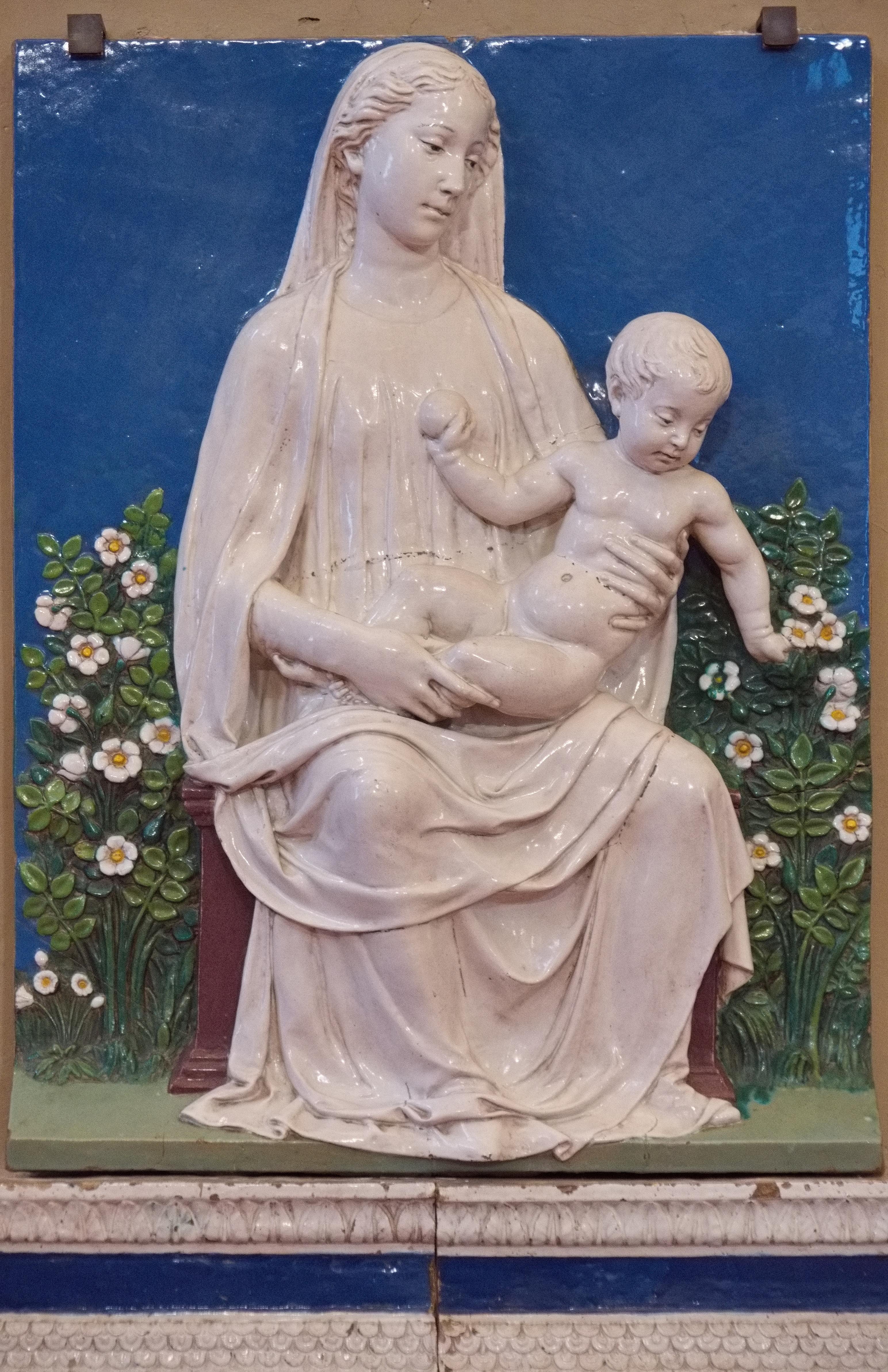
Madonna mit Kind (möglicherweise aus dem Besitz Piero de' Medicis), 1450–1460, glasierte Terrakotta, Museo del Bargello, Florenz
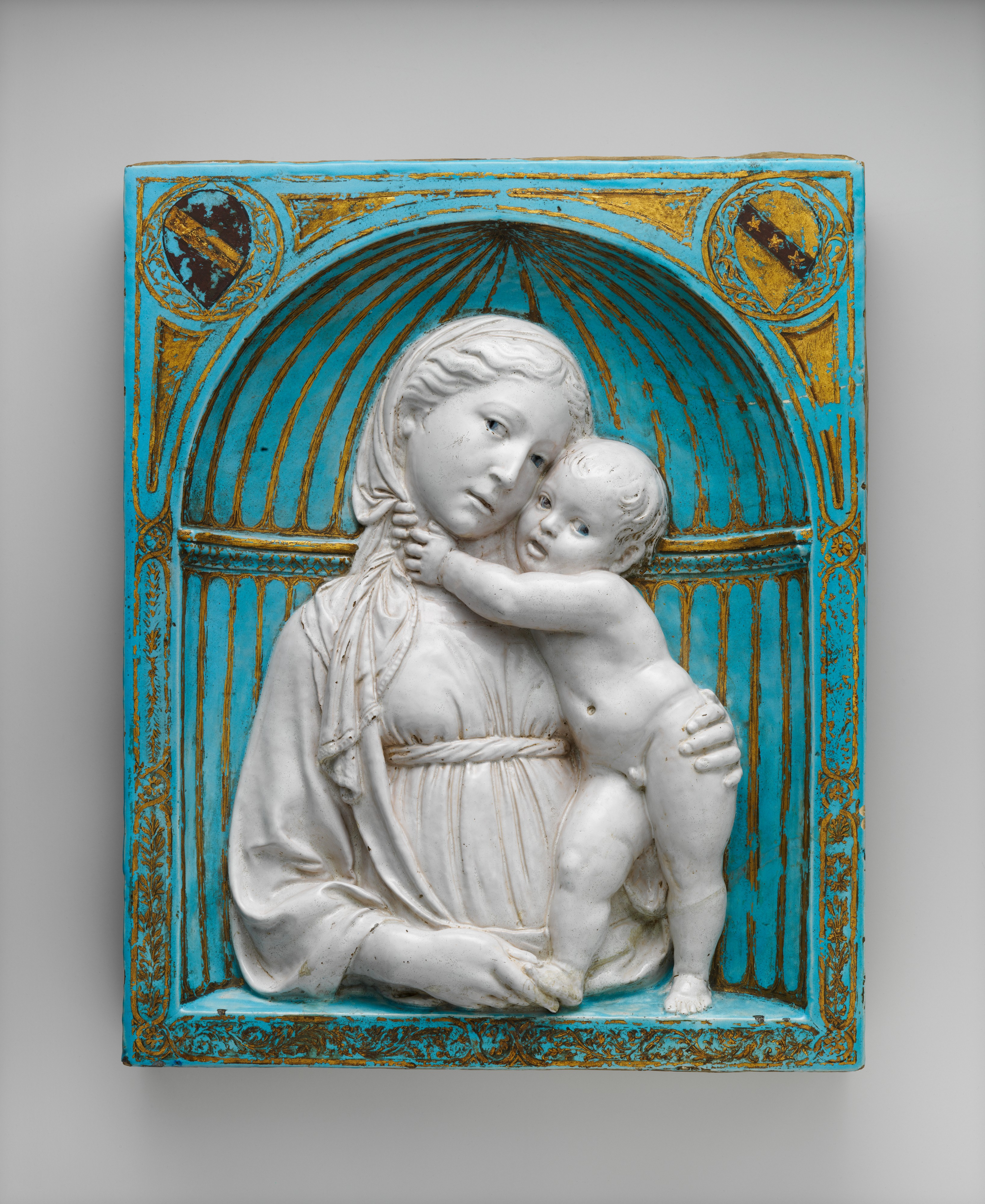
Madonna mit Kind, um 1460, glasierte Terrakotta mit partieller Goldauflage, Metropolitan Museum of Art, New York
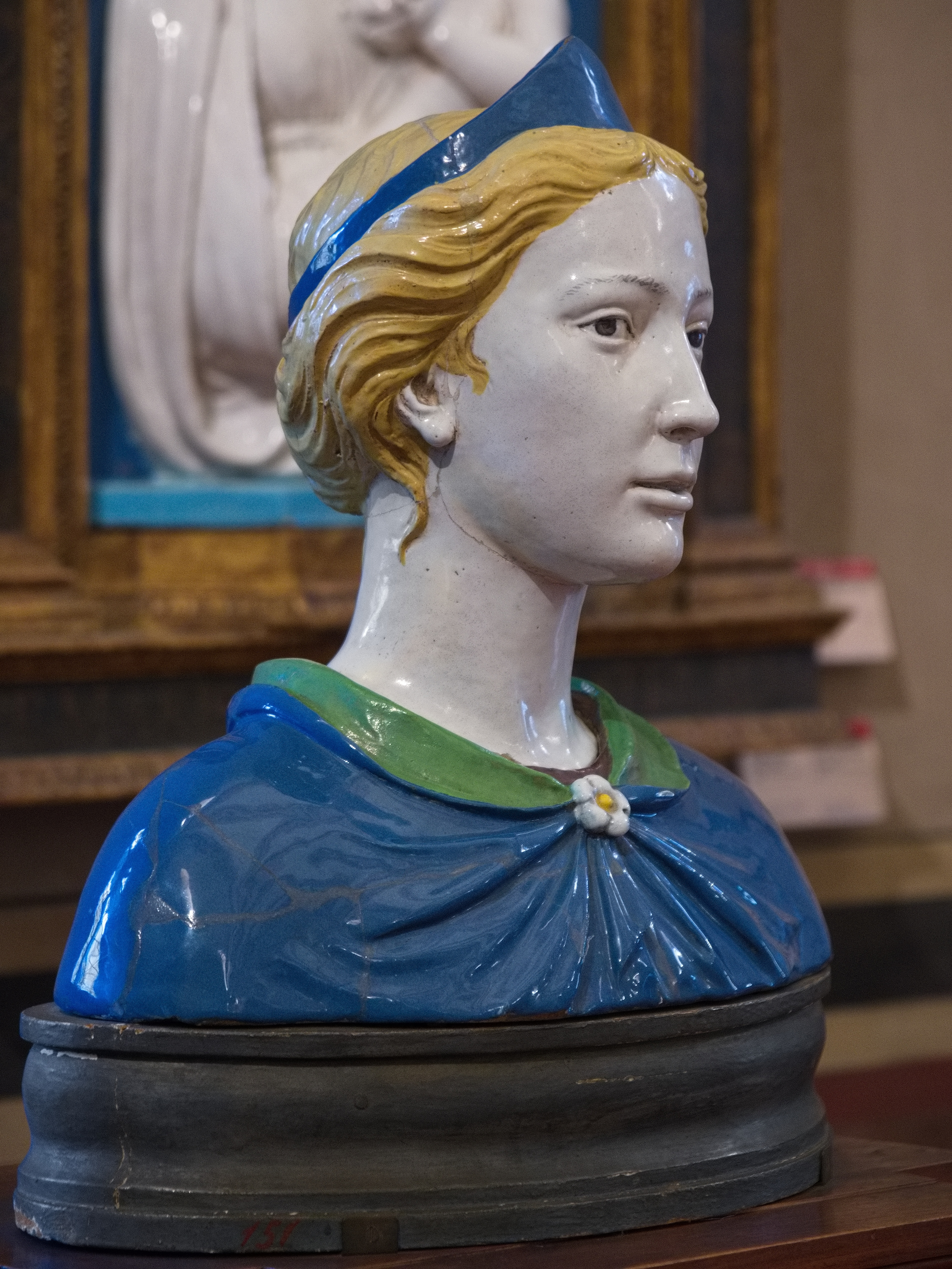
Büste einer Heiligen, Apotheke des Konvents von San Marco, Florenz, 1465–1470, glasierte Terrakotta, Museo del Bargello, Florenz
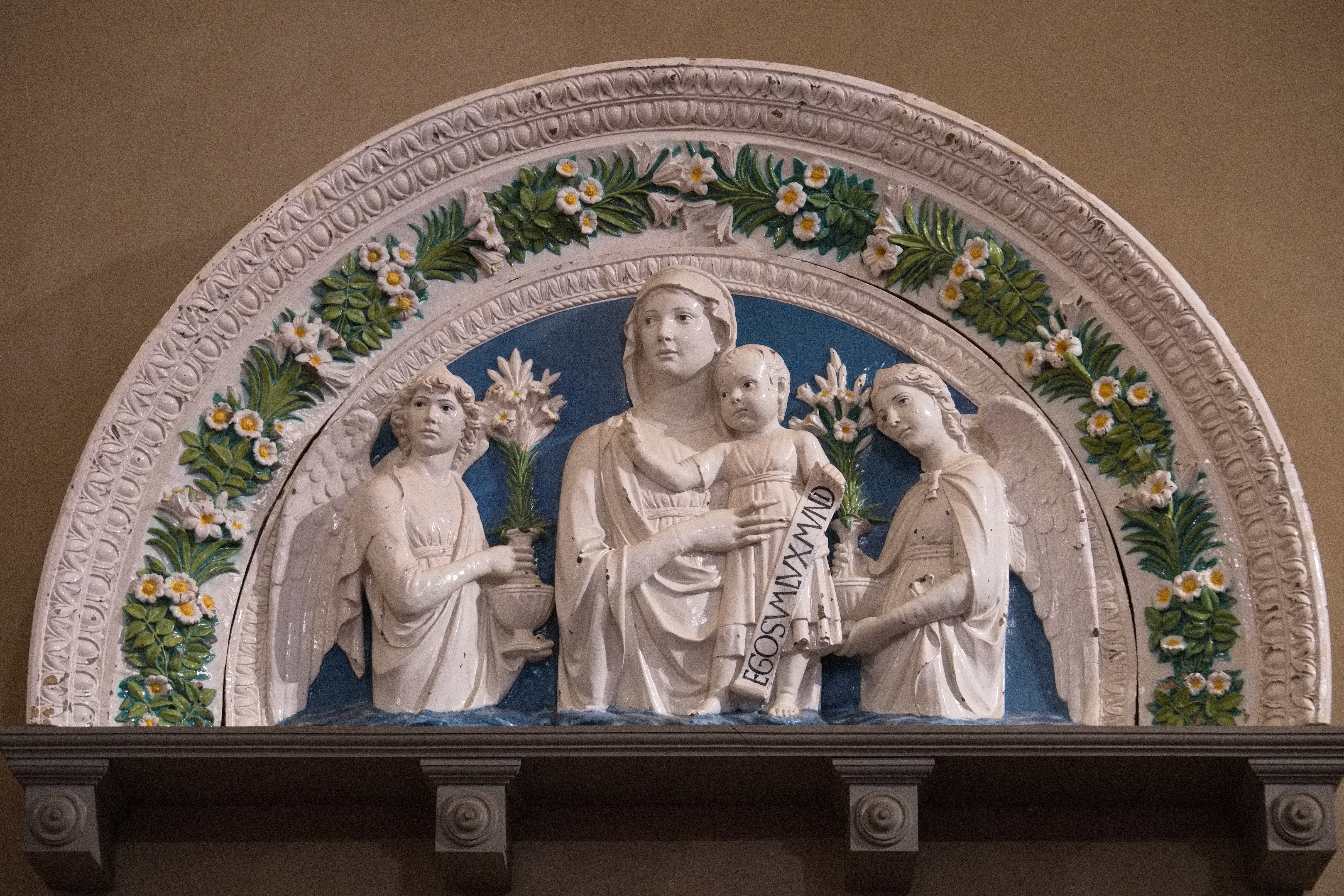
Lynette mit Maria mit Kind und Engeln, Via dell'Agnolo, Florenz, um 1470, glasierte Terrakotta, Museo del Bargello, Florenz
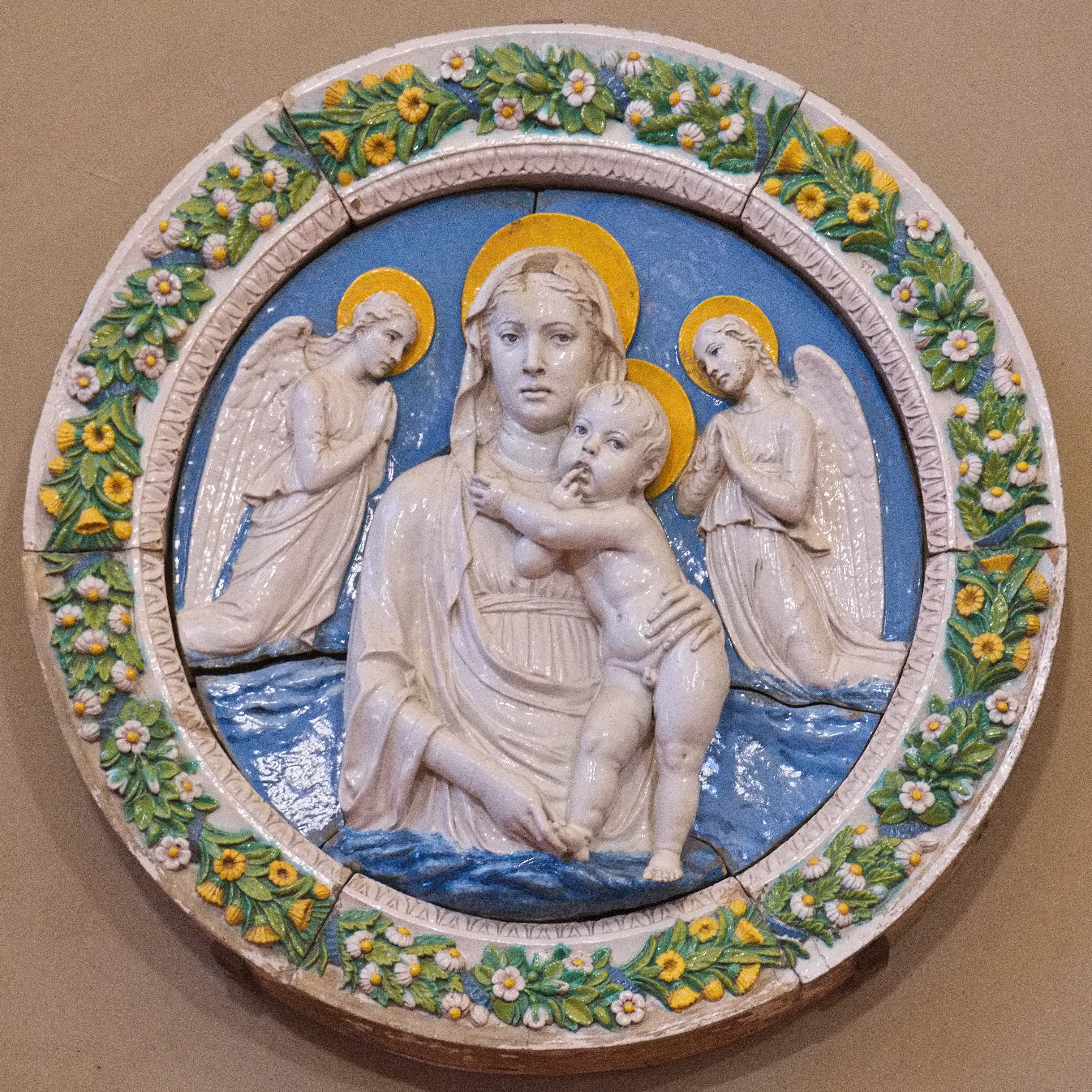
Maria mit Kind und Engeln, Tondo vom Konvent der Kapuziner in Florenz, Museo del Bargello, Florenz
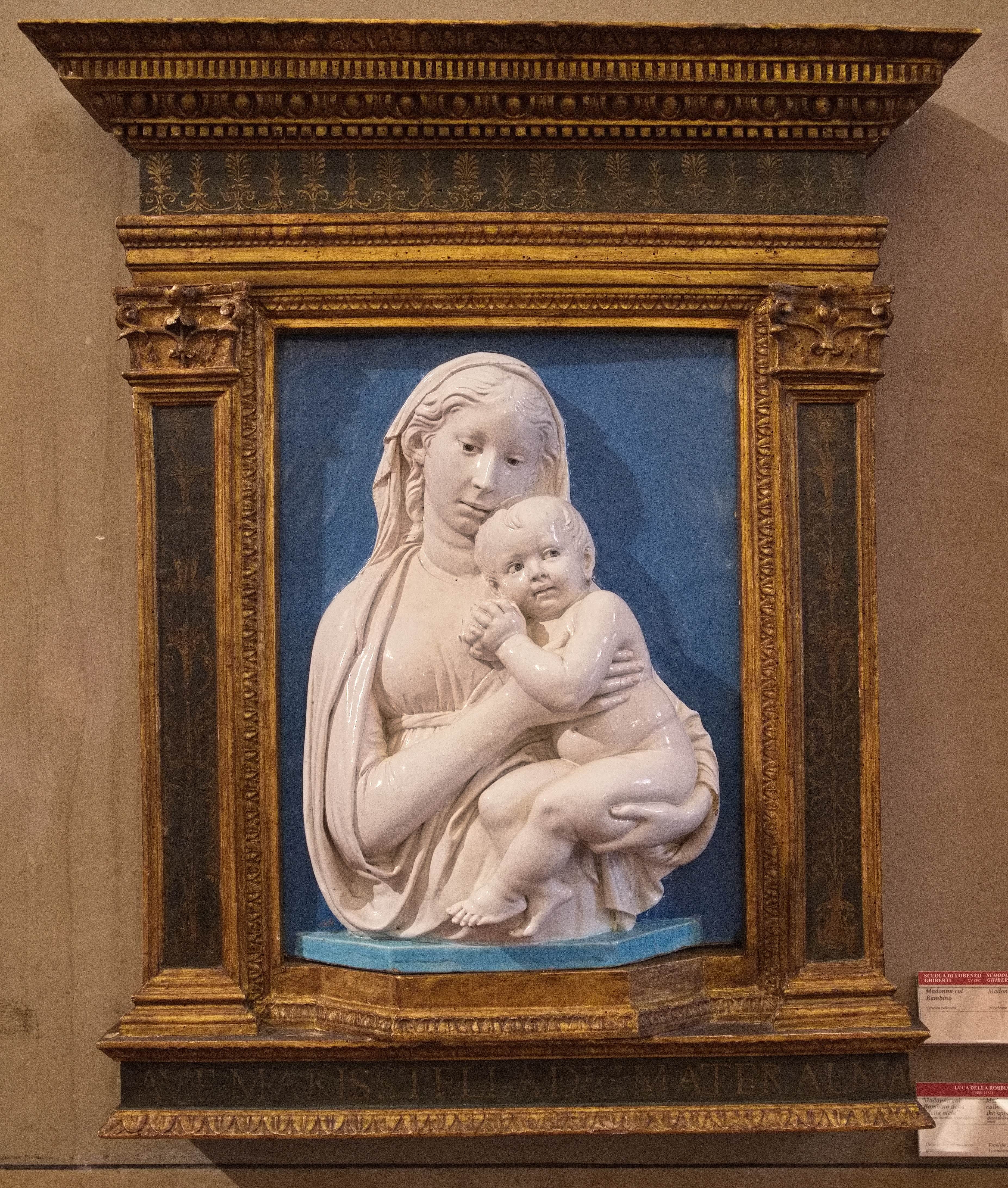
Madonna mit dem Apfel, etwa 1442-1444, glasierte Terrakotta, 70 × 52 cm, Museo del Bargello, Florenz